# Ónisi Dzsunko (zenész)
Ónisi Dzsunko (大西 順子; Hepburn:  Ōnishi Junko; Dzsójó, Kiotó, 1967. április 16. –), ismert nevén Junko Onishi, japán dzsessz-zongorista.

## Pályakép
A Berklee College of Musicban folytatott tanulmányait követően New Yorkba költözött, ahol Joe Henderson, Betty Carter, Kenny Garrett és Mingus Dynasty voltak partnerei. Játszott Jackie McLean, Holly Cole és Billy Higgins mellett is.
Nyolc CD-t rögzített vele a Blue Note (Somethin' Else in Japan).
Duke Ellington, Thelonious Monk, Ornette Coleman, McCoy Tyner, Kenny Kirkland, Mulgrew Miller voltak rá jelentős, felismerhető hatással.

## Lemezek
- Junko Onishi Trio – Wow (1993)
- Cruisin’ (1993)
- Live at the Village Vanguard (1994)
- Piano Quintet Suite (1995)
- Fragile (1999)
- Musical Moments (2009)
- Baroque (2010)
- Tea Times (2016)
- Very Special (2017)
- Glamorous Life (2017)
- 2018: ?
- 2019: Electric Side
- 2019: Junko Onishi presents Jatroit (Live)
- 2020: Live XI
- 2020: Unity All: Live At Pit In